# John Sweeney (Journalist)

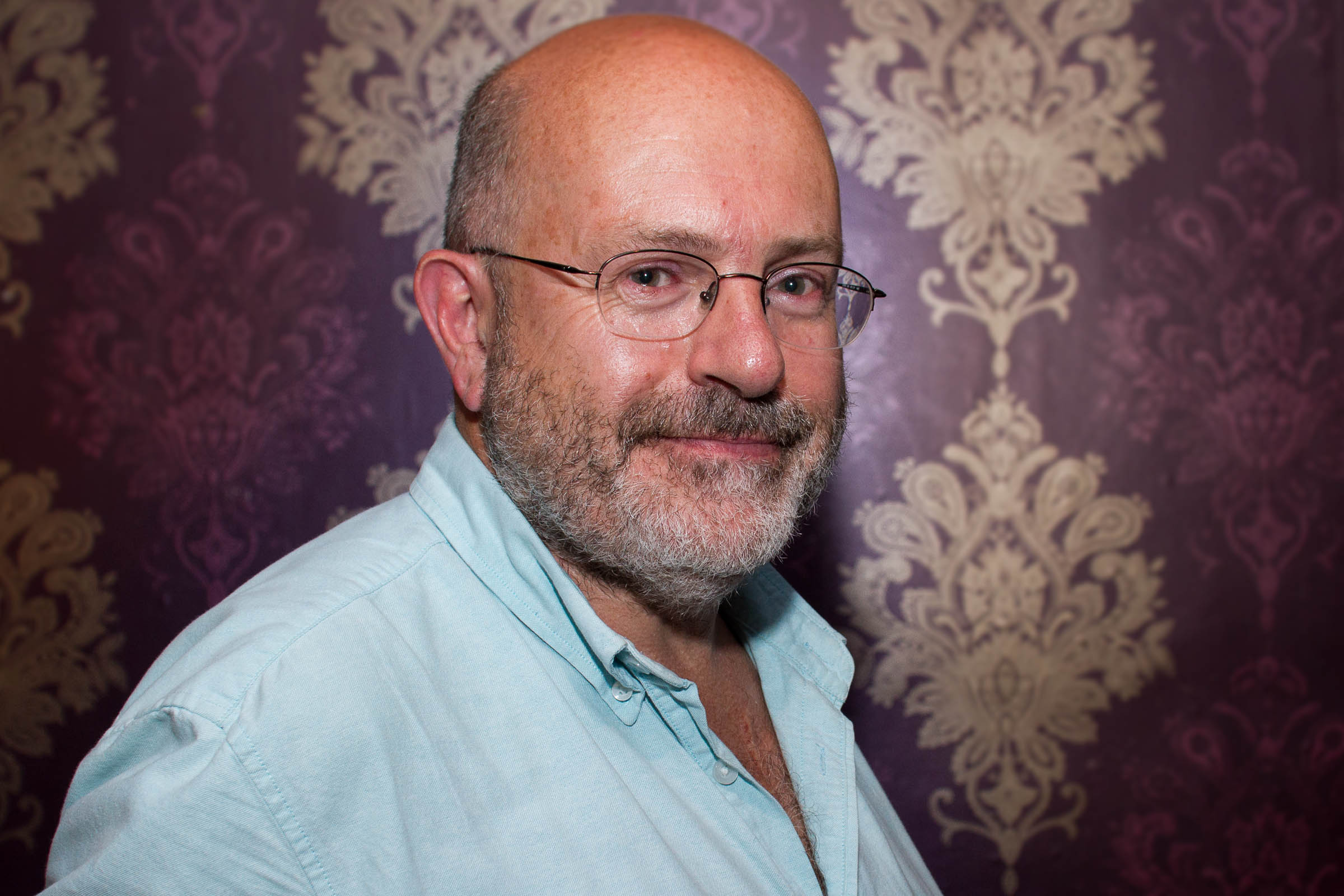
John Sweeney, 2014

John Sweeney (* 7. Juni 1958 in Saint Helier) ist ein britischer Journalist und Autor.

## Leben
Sweeney wuchs in der südenglischen Grafschaft Hampshire auf und studierte an der London School of Economics.

## Wirken
Sweeney startete seine Karriere bei der britischen Zeitung The Observer. 2001 wechselte er zur öffentlich-rechtlichen Rundfunkanstalt BBC, für die er bereits zuvor in verschiedenen Funktionen gearbeitet hatte. Für die BBC berichtete Sweeney unter anderem über die zunehmende Repression und Wirtschaftskrise in Simbabwe unter Robert Mugabe. Eine Kontroverse löste seine investigative Recherche zu Scientology aus. Erhebliche Kritik rief Sweeneys Reise nach Nordkorea hervor, die er unter falscher Identität führte und dadurch mitreisende Studenten in Gefahr brachte. Sweeney produzierte aus seinen Erfahrungen eine Fernsehdokumentation, die in der BBC ausgestrahlt wurde, sowie das Buch North Korea Undercover: Inside The World's Most Secret State, das 2013 erschien.
Im Januar 2017 strahlte die BBC Sweeneys Dokumentation „Trump: The Kremlin Candidate?“ aus, die in britischen Medien wie The Guardian rezipiert wurde. In den folgenden Jahren beschäftigte er sich weiterhin mit Russland und Wladimir Putin. Sweeney berichtete für die BBC aus Kiew, sowohl vor als auch während des Russischen Überfalls auf die Ukraine 2022.
Sweeney ist Autor mehrerer Sachbücher zu politischen und wirtschaftlichen Themen. Außerdem hat er mehrere Romane verfasst.

## Auszeichnungen (Auswahl)
- 1998: Journalist des Jahres des Radio- und Fernsehformats What The Papers Say[7]
- 2000: Emmy Award für Berichterstattung über Massaker in Krusha e Madhe
- 2001: Amnesty International Prize für Berichterstattung über Menschenrechtsverletzungen in Tschetschenien
- 2005: Paul Foot Award für einen Beitrag über unschuldig verurteilte und inhaftierte Mütter[8]

## Werke

### Sachbuch
- The Life and Evil Times of Nicolae Ceausescu. Hutchinson, 1991, ISBN 978-0-09-174672-8.
- Trading With the Enemy: Britain's Arming of Iraq. Pan Books, 1993, ISBN 978-0-330-33128-9.
- Purple Homicide, Fear and Loathing on Knutsford Heath. Bloomsbury, 1998, ISBN 978-0-7475-3970-4.
- Rooney's Gold. Biteback, 2010, ISBN 978-1-84954-054-4.
- Big Daddy: Lukashenka, Tyrant of Belarus. Silvertail Books, 2012.
- The Church of Fear: Inside The Weird World of Scientology. Silvertail Books, 2013, ISBN 978-1-909269-03-3.
- North Korea Undercover: Inside The World's Most Secret State. Bantam Press, 2013, ISBN 978-0-593-07297-4.
- mit Carlo Bonini, Manuel Delia: Murder on the Malta Express: Who Killed Daphne Caruana Galizia? Midsea Books, 2019, ISBN 978-1-909269-95-8.
- Hunting Ghislaine. Hodder & Stoughton, 2022, ISBN 978-1-5293-7587-9.
- Killer in the Kremlin. Bantam Books, 2022, ISBN 978-1-78763-665-1.
  - Übersetzung ins Deutsche: Der Killer im Kreml. Heyne, 2022, ISBN 978-3-453-21849-9.
- Murder in the Gulag: The Life and Death of Alexei Navalny. Hodder & Stoughton, 2024, ISBN 978-1-0354-2228-9.
  - Übersetzung ins Deutsche: Der Fall Nawalny - Mord im Gulag. Heyne, 2024, ISBN 978-3-453-60704-0.[9]

### Belletristik
- Elephant Moon. Silvertail Books, 2012, ISBN 978-1-909269-01-9.
- Cold. Thomas & Mercer, 2016, ISBN 978-1-5039-3422-1.
- Road. Thomas & Mercer, 2017, ISBN 978-1-5039-4093-2.
- The Useful Idiot. Silvertail Books, 2020, ISBN 978-1-909269-34-7.